# Суходольські
Суходольські — шляхетські роди.

## Гербу абданк
Представлений у Сандомирському воєводстві.
- Миколай — староста на Кесі, підписувався також «з Марнави»

## Гербу Побуг
Представлений у Підляському воєводстві та ВКЛ.
- Адам — войський холмський
- Матвій — посол сейму 1629 року

## Гербу Юноша
Представлений у Добжинській землі.
- Войцех — ротмістр за часів короля Стефана Баторія
  - Ян — королівський секретар, пробощ у Вісьнічі

- NN, дружина — Хшонстовська гербу Задора

## Гербу Яніна
Представлений у Люблінському воєводстві.
- Мацей — суддя земський люблінський, у 1413 підписав берестейський мир
- Ян Жеґота (†1572)
  - Станіслав — люблінський хорунжий
    - Казімеж, дружина Боратинська

  - Александер — літинський староста, мешкав під Заславом
    - Петронеля, померла дівчиною рано

- Адам — староста суходольський, дружина — київська каштелянка Софія Горайська, донька Збіґнева

- Станіслав Мацей — хорунжий, каштелян люблінський, дружина — Отилія Ґолуховська

### Невстановленого гербу
- Агнешка-Анна — з волинська шляхтянка, чоловік Ян Войнаровський (перший його шлюб)[1]
- Іван — один з найвідоміших помічників Івана Нечая, чоловік сестри Олени Стеткевич[2]
- Миколай — дідич села Селиська (або Седлиська, пол. Siedliska, Красностьавський повіт), соцініянин[3]
- Януарій
- NN — брав участь у війні проти Хмельницького[4]